# Mrčkovina
Mrčkovina es un pueblo del municipio de Prijepolje, Serbia. Según el censo de 2002, el pueblo tiene una población de 33 personas.